# Биг-Флэт
Биг-Флэт (англ. Big Flat, Arkansas) — город, расположенный в округе Бакстер (штат Арканзас, США) с населением в 104 человека по статистическим данным переписи 2000 года.

## География
По данным Бюро переписи населения США город Биг-Флэт имеет общую площадь в 2,85 квадратных километров, водных ресурсов в черте населённого пункта не имеется.
Биг-Флэт расположен на высоте 377 метров над уровнем моря.

## Демография
По данным переписи населения 2000 года в Биг-Флэте проживало 104 человека, 24 семьи, насчитывалось 49 домашних хозяйств и 68 жилых домов. Средняя плотность населения составляла около 37,1 человека на один квадратный километр. Расовый состав Биг-Флэта по данным переписи был исключительно белым.
Из 49 домашних хозяйств в 20,4 % — воспитывали детей в возрасте до 18 лет, 36,7 % представляли собой совместно проживающие супружеские пары, в 8,2 % семей женщины проживали без мужей, 49,0 % не имели семей. 44,9 % от общего числа семей на момент переписи жили самостоятельно, при этом 28,6 % составили одинокие пожилые люди в возрасте 65 лет и старше. Средний размер домашнего хозяйства составил 2,12 человек, а средний размер семьи — 3,08 человек.
Население города по возрастному диапазону по данным переписи 2000 года распределилось следующим образом: 22,1 % — жители младше 18 лет, 7,7 % — между 18 и 24 годами, 23,1 % — от 25 до 44 лет, 24,0 % — от 45 до 64 лет и 23,1 % — в возрасте 65 лет и старше. Средний возраст жителей составил 40 лет. На каждые 100 женщин в Биг-Флэте приходилось 116,7 мужчин, при этом на каждые сто женщин 18 лет и старше приходилось 113,2 мужчин также старше 18 лет.
Средний доход на одно домашнее хозяйство в городе составил 21 094 доллара США, а средний доход на одну семью — 24 375 долларов. При этом мужчины имели средний доход в 18 750 долларов США в год против 61 250 долларов среднегодового дохода у женщин. Доход на душу населения в городе составил 11 294 доллара в год. Все семьи Биг-Флэта имели доход, превышающий уровень бедности, 11,3 % от всей численности населения находилось на момент переписи населения за чертой бедности, при этом 34,8 % из них были в возрасте 65 лет и старше.